# Luc-Armau
Pour les articles homonymes, voir Armau et Luc.
Luc-Armau est une commune française située dans le département des Pyrénées-Atlantiques, en région Nouvelle-Aquitaine.

## Géographie

### Localisation
La commune de Luc-Armau se trouve dans le département des Pyrénées-Atlantiques, en région Nouvelle-Aquitaine.
Elle se situe à 36 km par la route de Pau, préfecture du département, et à 32 km de Serres-Castet, bureau centralisateur du canton des Terres des Luys et Coteaux du Vic-Bilh dont dépend la commune depuis 2015 pour les élections départementales. 
La commune fait en outre partie du bassin de vie de Lembeye.
Les communes les plus proches sont : 
Lucarré (2,3 km), Vidouze (2,9 km), Bentayou-Sérée (3,1 km), Peyrelongue-Abos (3,1 km), Castéra-Loubix (3,4 km), Bentayou-Sérée (3,8 km), Bassillon-Vauzé (4,0 km), Momy (4,3 km).
Sur le plan historique et culturel, Luc-Armau fait partie de la province du Béarn, qui fut également un État et qui présente une unité historique et culturelle à laquelle s’oppose une diversité frappante de paysages au relief tourmenté.

### Communes limitrophes
Les communes limitrophes sont  Bassillon-Vauzé, Bentayou-Sérée, Lembeye, Lucarré, Peyrelongue-Abos et Vidouze.
| Lembeye          | Bassillon-Vauzé |                           |
| Peyrelongue-Abos | Luc-Armau       | Vidouze (Hautes-Pyrénées) |
| Lucarré          | Bentayou-Sérée  |                           |

### Hydrographie

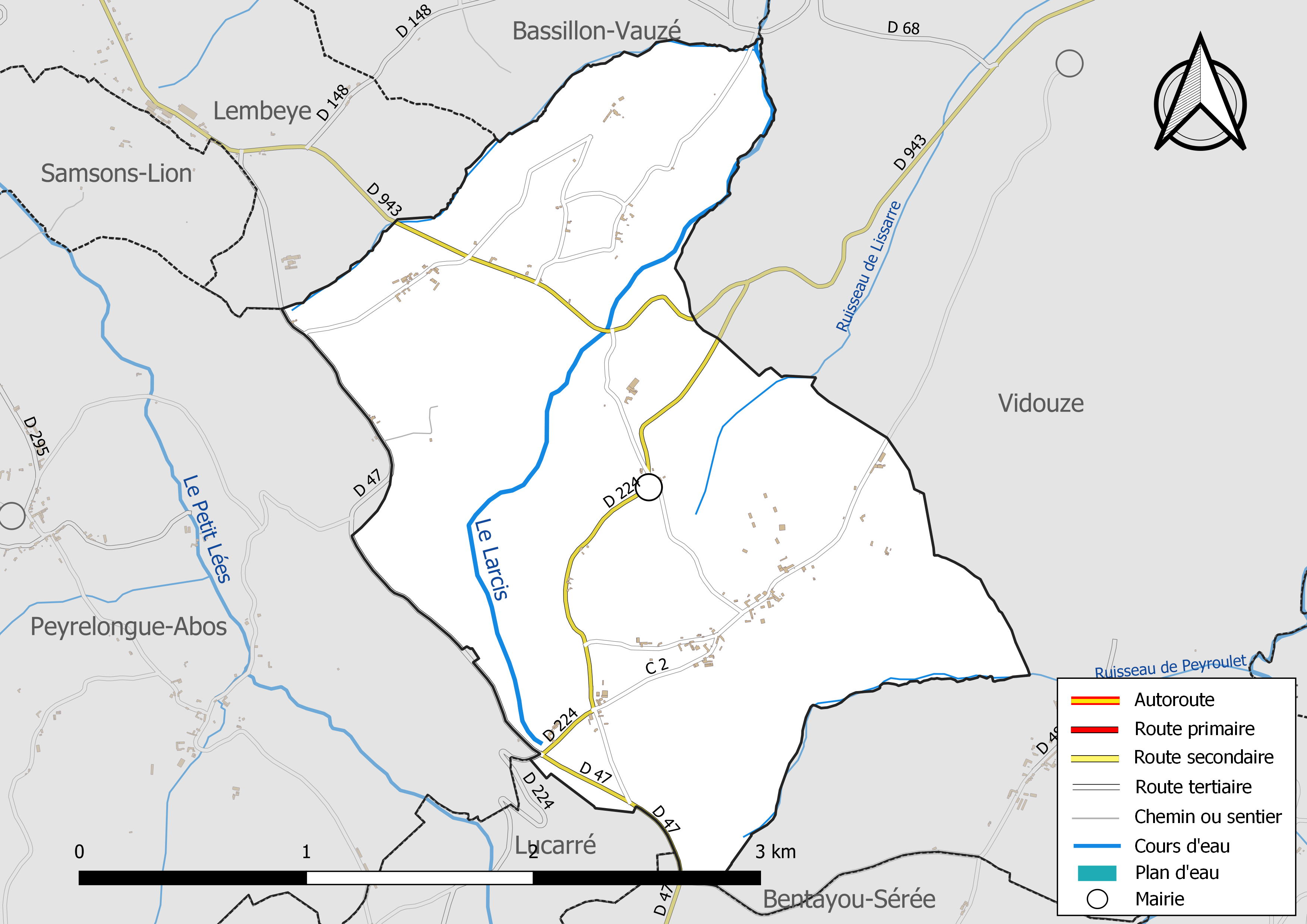
Réseaux hydrographique et routier de Luc-Armau.

La commune est drainée par le Larcis, le ruisseau de Lissarre, le ruisseau de Peyroulet et par divers petits cours d'eau, constituant un réseau hydrographique de 7 km de longueur totale,.
Le Larcis, d'une longueur totale de 34,8 km, prend sa source dans la commune, près du hameau Friquet, et s'écoule vers le nord-ouest. Il se jette dans le Léez à Projan, après avoir traversé 20 communes.

### Climat
Pour des articles plus généraux, voir Climat de la Nouvelle-Aquitaine et Climat des Pyrénées-Atlantiques.
Historiquement, la commune est dans une zone de transition entre les climats océaniques aquitain et montagnard.  
En 2020, Météo-France publie une typologie des climats de la France métropolitaine dans laquelle la commune est exposée à un climat de montagne et est dans une zone de transition entre les régions climatiques « Aquitaine, Gascogne » et « Pyrénées atlantiques ».
Pour la période 1971-2000, la température annuelle moyenne est de 12,8 °C, avec une amplitude thermique annuelle de 14,2 °C. Le cumul annuel moyen de précipitations est de 1 073 mm, avec 11,3 jours de précipitations en janvier et 7,9 jours en juillet. Pour la période 1991-2020, la température moyenne annuelle observée sur la station météorologique la plus proche, située sur la commune de Maubourguet à 9,74 km à vol d'oiseau, est de 0,0 °C et le cumul annuel moyen de précipitations est de 0,0 mm,. Pour l'avenir, les paramètres climatiques de la commune estimés pour 2050 selon différents scénarios d'émission de gaz à effet de serre sont consultables sur un site dédié publié par Météo-France en novembre 2022.

### Milieux naturels et biodiversité
Aucun espace naturel présentant un intérêt patrimonial n'est recensé sur la commune dans l'inventaire national du patrimoine naturel,,.

## Urbanisme

### Typologie
Au 1er janvier 2024, Luc-Armau est catégorisée commune rurale à habitat très dispersé, selon la nouvelle grille communale de densité à sept niveaux définie par l'Insee en 2022.
Elle est située hors unité urbaine. Par ailleurs la commune fait partie de l'aire d'attraction de Pau, dont elle est une commune de la couronne,. Cette aire, qui regroupe 227 communes, est catégorisée dans les aires de 200 000 à moins de 700 000 habitants,.

### Occupation des sols

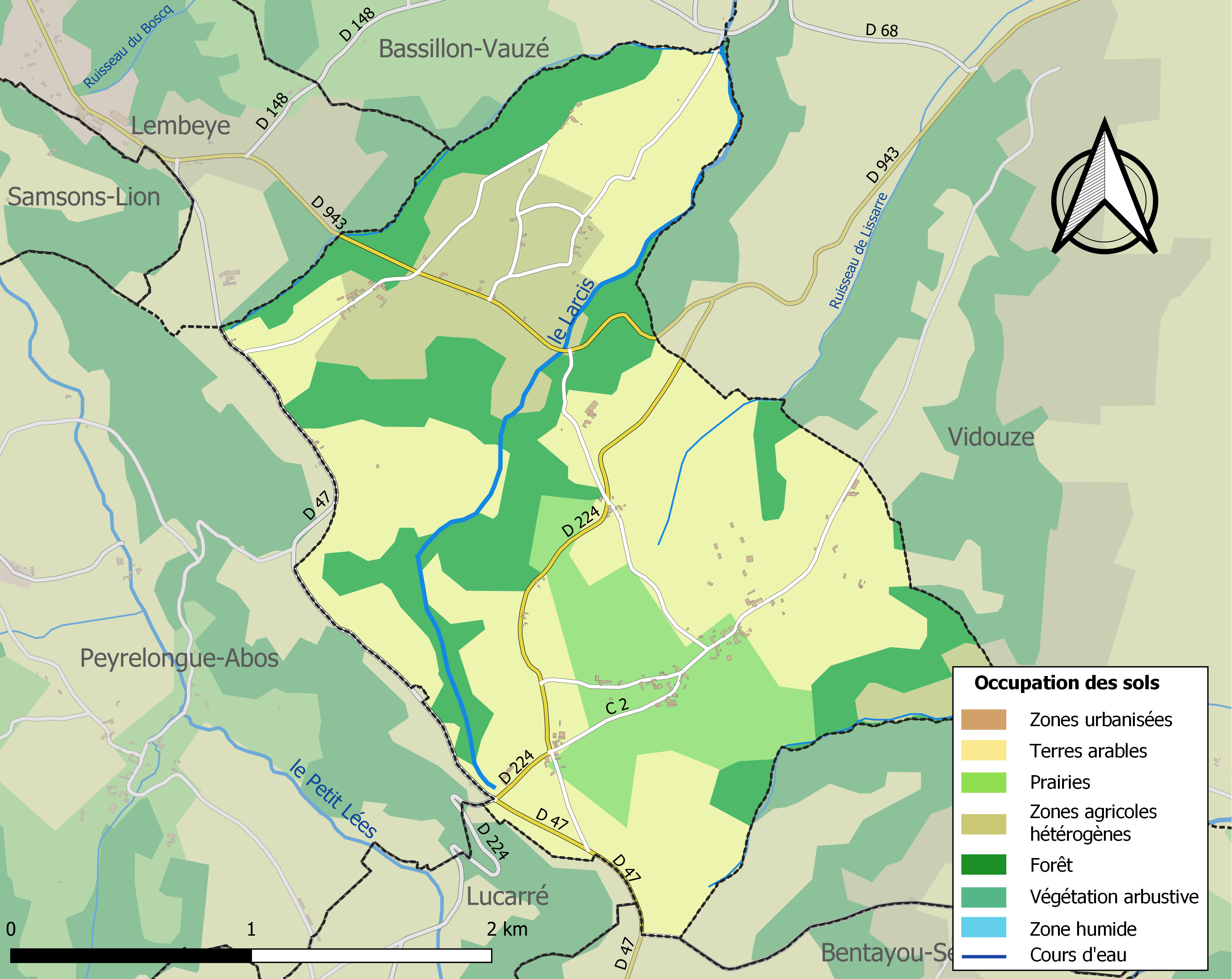
Carte des infrastructures et de l'occupation des sols de la commune en 2018 (CLC).

L'occupation des sols de la commune, telle qu'elle ressort de la base de données européenne d’occupation biophysique des sols Corine Land Cover (CLC), est marquée par l'importance des territoires agricoles (77,3 % en 2018), une proportion sensiblement équivalente à celle de 1990 (76,8 %). La répartition détaillée en 2018 est la suivante : 
terres arables (51,8 %), forêts (22,7 %), zones agricoles hétérogènes (13,8 %), prairies (11,8 %). L'évolution de l’occupation des sols de la commune et de ses infrastructures peut être observée sur les différentes représentations cartographiques du territoire : la carte de Cassini (XVIIIe siècle), la carte d'état-major (1820-1866) et les cartes ou photos aériennes de l'IGN pour la période actuelle (1950 à aujourd'hui).

### Lieux-dits et hameaux
- Armau ;
- Armau-Manibete ;
- Henry
- Luc ;
- Luc-Triquet ;
- Petite.

### Voies de communication et transports
Elle est desservie par les routes départementales 47, 224 et 943.

### Risques majeurs
Le territoire de la commune de Luc-Armau est vulnérable à différents aléas naturels : météorologiques (tempête, orage, neige, grand froid, canicule ou sécheresse), inondations et séisme (sismicité modérée). Un site publié par le BRGM permet d'évaluer simplement et rapidement les risques d'un bien localisé soit par son adresse soit par le numéro de sa parcelle.
Certaines parties du territoire communal sont susceptibles d’être affectées par le risque d’inondation par une crue à  débordement lent de cours d'eau, notamment le Larcis. La commune a été reconnue en état de catastrophe naturelle au titre des dommages causés par les inondations et coulées de boue survenues en 1982, 1989, 1990 et 2009,.

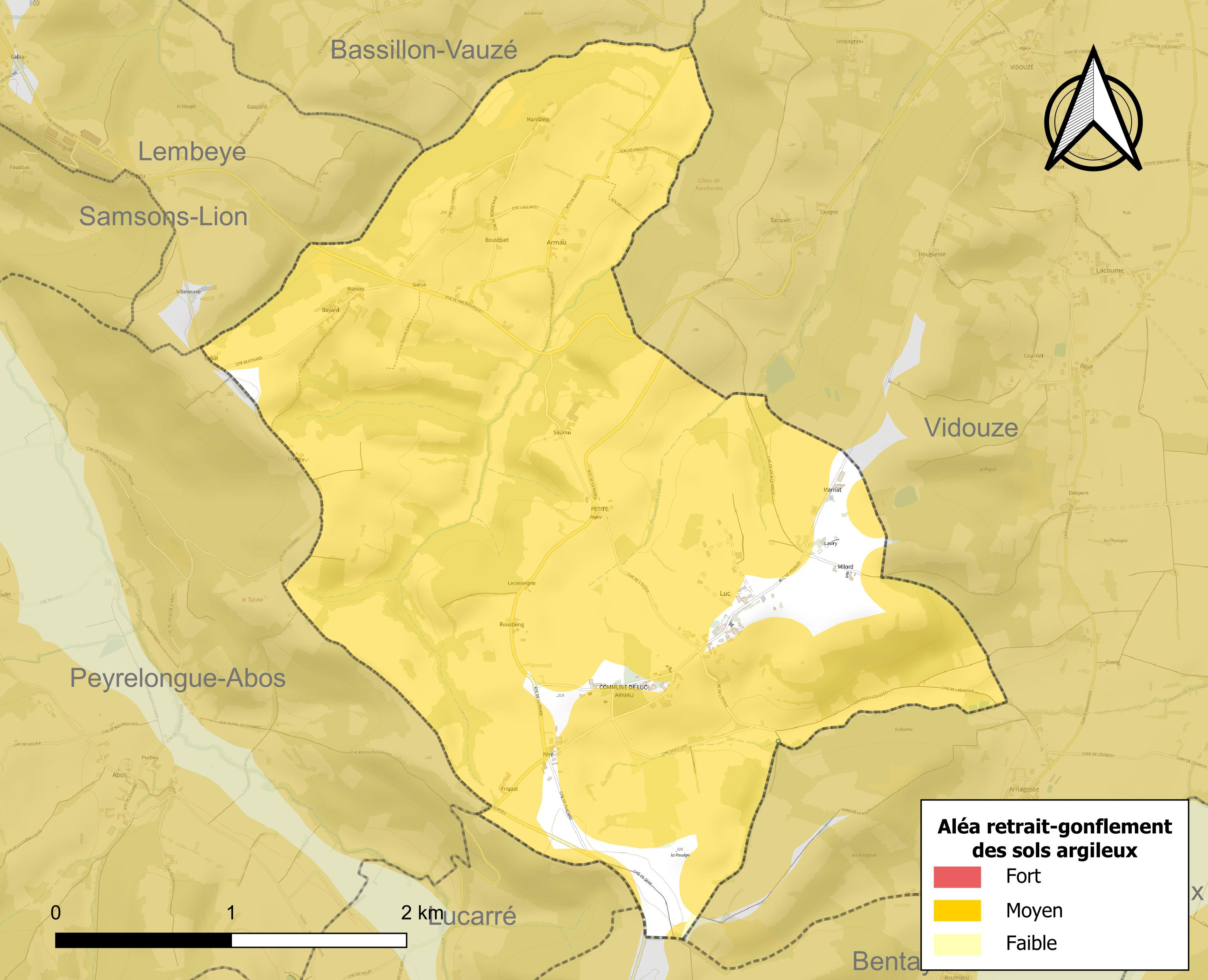
Carte des zones d'aléa retrait-gonflement des sols argileux de Luc-Armau.

Le retrait-gonflement des sols argileux est susceptible d'engendrer des dommages importants aux bâtiments en cas d’alternance de périodes de sécheresse et de pluie. 93,4 % de la superficie communale est en aléa moyen ou fort (59 % au niveau départemental et 48,5 % au niveau national). Depuis le 1er octobre 2020, en application de la loi ELAN, différentes contraintes s'imposent aux vendeurs, maîtres d'ouvrages ou constructeurs de biens situés dans une zone classée en aléa moyen ou fort,.

## Toponymie
Le toponyme Luc apparaît sous les formes l'espitau deu Luc (1385, censier de Béarn) et Lucq (1793 ou an II).
Du latin lucus, « bois, forêt ».
Le toponyme Armau apparaît sous la forme Hermau (XIVe siècle, censier de Béarn), Armau sur la carte de Cassini (fin XVIIIe siècle) et Arman (1793).
Michel Grosclaude propose l’étymon occitan èrm (du latin eremum, « désert »), augmenté du suffixe qualitatif -au (du latin -alem), assemblage signifiant « (lieu) désertique ».

## Histoire
Paul Raymond note qu'en 1385, Luc comptait quatre feux et Armau, un seul. Les deux villages dépendaient du bailliage de Lembeye.
Le village d'Armau s'est uni à Luc en 1831.

### Les Hospitaliers
Luc est une ancienne commanderie des Hospitaliers de l'ordre de Saint-Jean de Jérusalem dépendant de celle de Caubin et Morlaàs. Le village d'Armau dépendait de la même commanderie.
On trouve à Luc une ferme, dite Espitau de Luc et construite au XVIe siècle, qui fut à l'origine une commanderie de l'ordre de Saint-Jean de Jérusalem.

## Politique et administration
| Période                                  | Période   | Identité                 | Étiquette | Qualité |
| ---------------------------------------- | --------- | ------------------------ | --------- | ------- |
| mars 1983                                | juin 1995 | Jean Claude Marcou-Soulé | PCF       |         |
| juin 1995                                | mars 2008 | Jean Dexperts            | PS        |         |
| mars 2008                                | En cours  | Isabelle Montauban       |           |         |
| Les données manquantes sont à compléter. |           |                          |           |         |

### Intercommunalité
Luc-Armau fait partie de quatre structures intercommunales :
- la communauté de communes du Nord-Est Béarn ;
- le SIVU de la voirie du canton de Lembeye ;
- le syndicat d’énergie des Pyrénées-Atlantiques ;
- le syndicat intercommunal d’alimentation en eau potable (SIAEP) du Vic-Bilh Montanérès.

## Population et société

### Démographie
L'évolution du nombre d'habitants est connue à travers les recensements de la population effectués dans la commune depuis 1793. Pour les communes de moins de 10 000 habitants, une enquête de recensement portant sur toute la population est réalisée tous les cinq ans, les populations de référence des années intermédiaires étant quant à elles estimées par interpolation ou extrapolation. Pour la commune, le premier recensement exhaustif entrant dans le cadre du nouveau dispositif a été réalisé en 2007.

En 2022, la commune comptait 106 habitants, en évolution de −8,62 % par rapport à 2016 (Pyrénées-Atlantiques : +3,78 %, France hors Mayotte : +2,11 %).
| 1793 | 1800 | 1806 | 1821 | 1831 | 1836 | 1841 | 1846 | 1851 |
| ---- | ---- | ---- | ---- | ---- | ---- | ---- | ---- | ---- |
| 117  | 186  | 353  | 199  | 204  | 403  | 393  | 380  | 381  |

| 1856 | 1861 | 1866 | 1872 | 1876 | 1881 | 1886 | 1891 | 1896 |
| ---- | ---- | ---- | ---- | ---- | ---- | ---- | ---- | ---- |
| 361  | 317  | 309  | 287  | 271  | 251  | 244  | 239  | 229  |

| 1901 | 1906 | 1911 | 1921 | 1926 | 1931 | 1936 | 1946 | 1954 |
| ---- | ---- | ---- | ---- | ---- | ---- | ---- | ---- | ---- |
| 211  | 207  | 212  | 210  | 194  | 186  | 186  | 196  | 160  |

| 1962 | 1968 | 1975 | 1982 | 1990 | 1999 | 2006 | 2007 | 2012 |
| ---- | ---- | ---- | ---- | ---- | ---- | ---- | ---- | ---- |
| 126  | 125  | 121  | 110  | 106  | 105  | 106  | 106  | 120  |

| 2017 | 2022 | - | - | - | - | - | - | - |
| ---- | ---- | - | - | - | - | - | - | - |
| 113  | 106  | - | - | - | - | - | - | - |

## Culture locale et patrimoine

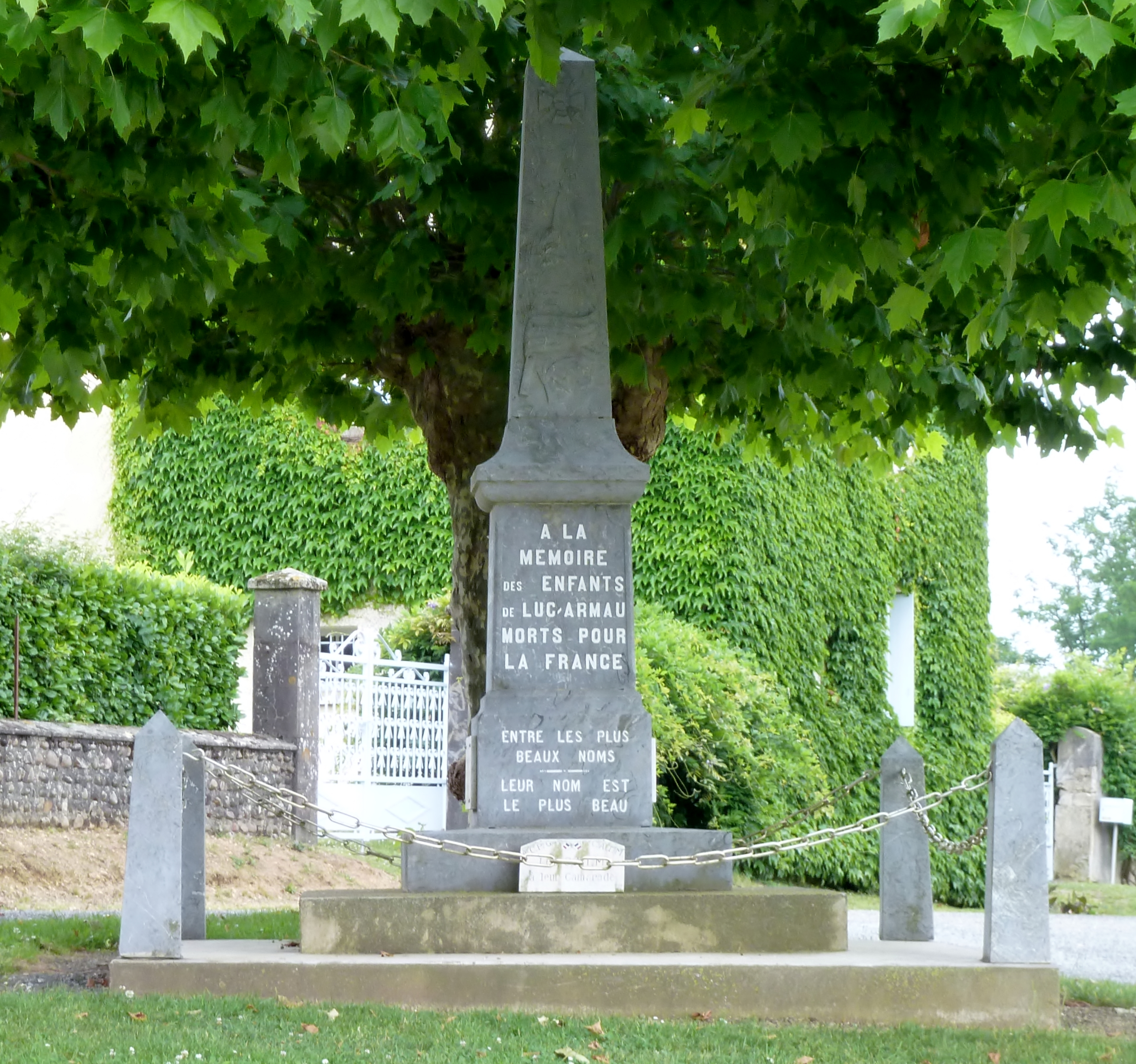
Le monument aux morts.
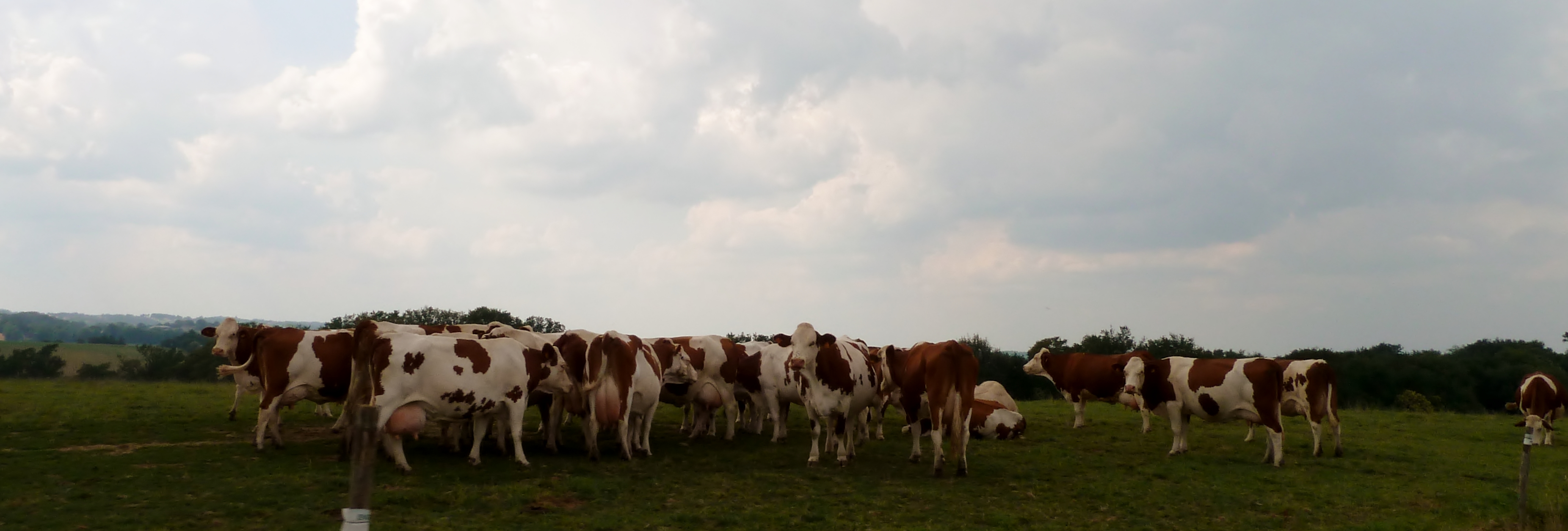
Environnement agricole de Luc-Armau.

### Patrimoine civil
Le château d'Armau, au lieu-dit Manibete, date, quant à lui, du XVIIe siècle.
La commune possède un ensemble de demeures et de fermes dont la construction s'étale du XVIIe au XIXe siècle.
Le presbytère de Luc fut, lui, édifié au début du XVIIIe siècle.

### Patrimoine religieux
L'église Saint-Jean, à Armau, fut reconstruite au XVIIe siècle. Elle recèle du mobilier, des statues et des objets inscrits à l'inventaire général du patrimoine culturel.
L'église Saint-Blaise, de Luc, possède, quant à elle, des vestiges du XIIe siècle. On y trouve du mobilier, un tableau et des objets également inventoriés par les monuments historiques.